# 99e Luchtverkenningssquadron

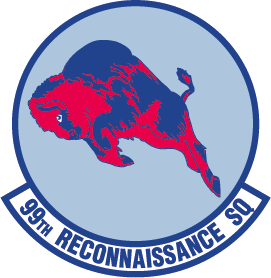
Schouderembleem van het Amerikaanse 99e Luchtverkenningssquadron

Het Amerikaanse 99e Luchtverkenningssquadron (Engels: 99th Reconnaissance Squadron) is een Amerikaans squadron dat onderdeel is van de 9th Reconnaissance Wing in Beale Air Force Base in Californië. Het squadron maakt verkenningsmissies over de hele wereld. 

## Geschiedenis
Het squadron werd geactiveerd in 1917. Onmiddellijk daarna werd het squadron naar Frankrijk verplaatst om verkenningstaken te doen met het Franse 8e Leger en het Amerikaanse Vijfde Legerkorps. Het squadron diende met het V Army Corps van juli 1918 tot september 1918. Ze diende in die periode als een vluchteenheid. Ze waren vooral actief in de Vogezen, Elzas en Lotharingen.
Na de oorlog keert het squadron terug naar de Verenigde Staten en wordt gedemobiliseerd. Kort daarna wordt het squadron geherstructureerd tot een observatie squadron. In 1928 verplaatst het 99th zich naar Mitchell Field in New York. In 1940 verplaatst het squadron zich naar het Panamakanaalzone en daarna naar Trinidad. Omstreeks 1942 verplaatsen ze zich nogmaals, deze keer naar Florida voor een opleiding voor bombardement eenheden. In 1944 opereert het 99th in het Westelijk deel van de Stille Oceaan en verdeelt voedsel en medicijnen in de POW kampen. 
Het 99th wordt in 1949 gestructureerd tot een verkennings squadron, dat gevestigd is in Californië. Het vloog met B 17's en later met B 29's. in 1950 wordt het 99th nogmaals geherstructureerd, ditmaal naar een bombardement squadron. Het verhuisde in 1953 naar Idaho, ontving in 1954 B-47's en maakte enkele uitzendingen naar Engeland en Guam. Opnieuw worden ze geherstructureerd in een verkennings squadron in 1966 en worden verplaatst naar Californië, waar ze tests uitvoeren met de nieuwe SR-71's in 1967.Het squadron deed wereldwijd verkenningen tot 1971 toen het squadron werd gedeactiveerd. 
Op november 1972 wordt het 99th Strategic Reconnaissance Squadron geactiveerd op de U-Tapoa Royal Thai Navy Airfield te Thailand waar ze verkenningsmissies vloog in Zuidoost-Azië. Ze verplaatst zich in 1979 naar Beale Air Force Base en begon met U-2 missies. Het 99th was operationeel in Urgent Fury, Just Cause, Desert Shield en Desert Storm. 

## Operaties
- Eerste Wereldoorlog
- Tweede Wereldoorlog
- Vietnamoorlog
- Operatie Urgent Furry
- Operatie Just Cause
- Operatie Desert Shield
- Operatie Desert Storm

## Vliegtuigen
- Sopwith 1 (1918)
- Salmson 2 (1918 - 1919)
- DH-4 (1919 - 1927)
- SE-5 (1919 - 1927)
- O-1 (1928 - 1936)
- O-11 (1928 - 1936)
- O-25 (1928 - 1936)
- OA-2 (1928 - 1936)
- O-31 (1928 - 1936)
- Y1O-35 (1928 - 1936)
- O-38 (1928 - 1936)
- O-39 (1928 - 1936)
- Y1O-40 (1928 - 1936)
- O-40 (1928 - 1936)
- O-43 (1928 - 2936)
- B-10 (1936 - 1938)
- OA-4 (1937)
- B-18 Bolo (1938 - 1942)

- OA-8 (1939)
- P-12 (1939)
- P-40 Warhawk (1941 - 1942)
- B-25 Mitchell (1943)
- B-26 Marauder (1943)
- B-17 Flying Fortress (1943 - 1944)
- B-29 Superfortress (1944 - 1946, 1946 - 1947, 1949 - 1954)
- B/RB-17 (1949 - 1950)
- RB-29 (1949 - 1950)
- B-47 Stratojet (1954 - 1966)
- SR-71 Blackbird (1966 - 1971)
- DC-130 (1972 - 1975)
- CH-3 Sea King (1972 - 1975)
- U-2 Dragon Lady (1972 - Heden)
- T-38 Talon (1976 - Heden)